# Бенґт Барон
Бенґт Барон  (швед. Bengt Baron, 6 березня 1962) — шведський плавець, олімпійський чемпіон.

## Виступи на Олімпіадах
| Олімпіада         | Дисципліна                        | Місце     |
| ----------------- | --------------------------------- | --------- |
| Москва 1980       | плавання на 100 метрів на спині   | 1         |
| Москва 1980       | плавання на 200 метрів на спині   | 4 h4 r1/2 |
| Лос-Анджелес 1984 | естафета 4 × 100 вільним стилем   | 3         |
| Лос-Анджелес 1984 | плавання на 100 метрів на спині   | 6         |
| Лос-Анджелес 1984 | плавання на 100 метрів, батерфляй | 8         |
| Лос-Анджелес 1984 | комплексна естафета 4 × 100       | 5         |